# Église Saint-Pierre de Mayrègne
Pour les articles homonymes, voir Église Saint-Pierre.
L'église Saint-Pierre  de Mayrègne est une église catholique située à Mayrègne, en France.
Elle fait l'objet d'une protection au titre des monuments historiques.

## Localisation
L'église est située dans le département français de la Haute-Garonne, en vallée d'Oueil, en bordure sud-est du village de Mayrègne.

## Historique
L'église romane remonte au XIe - XIIe siècle.
L'édifice est inscrit au titre des monuments historiques le 1er août 1975.

## Architecture
L'église est un rectangle orienté de l'est-sud-est à l'ouest-nord-ouest, prolongé au chevet par une abside semi-circulaire, et bordé côté ouest par un clocher carré. La sacristie, de forme rectangulaire, vient se greffer au nord-est du corps principal du bâtiment.
Quelques vestiges gallo-romains ont servi de décor extérieur.
Au sud de l'église s'étend son cimetière dans lequel la croix principale est également inscrite au titre des monuments historiques, depuis le 18 novembre 1926.

## Galerie de photographies

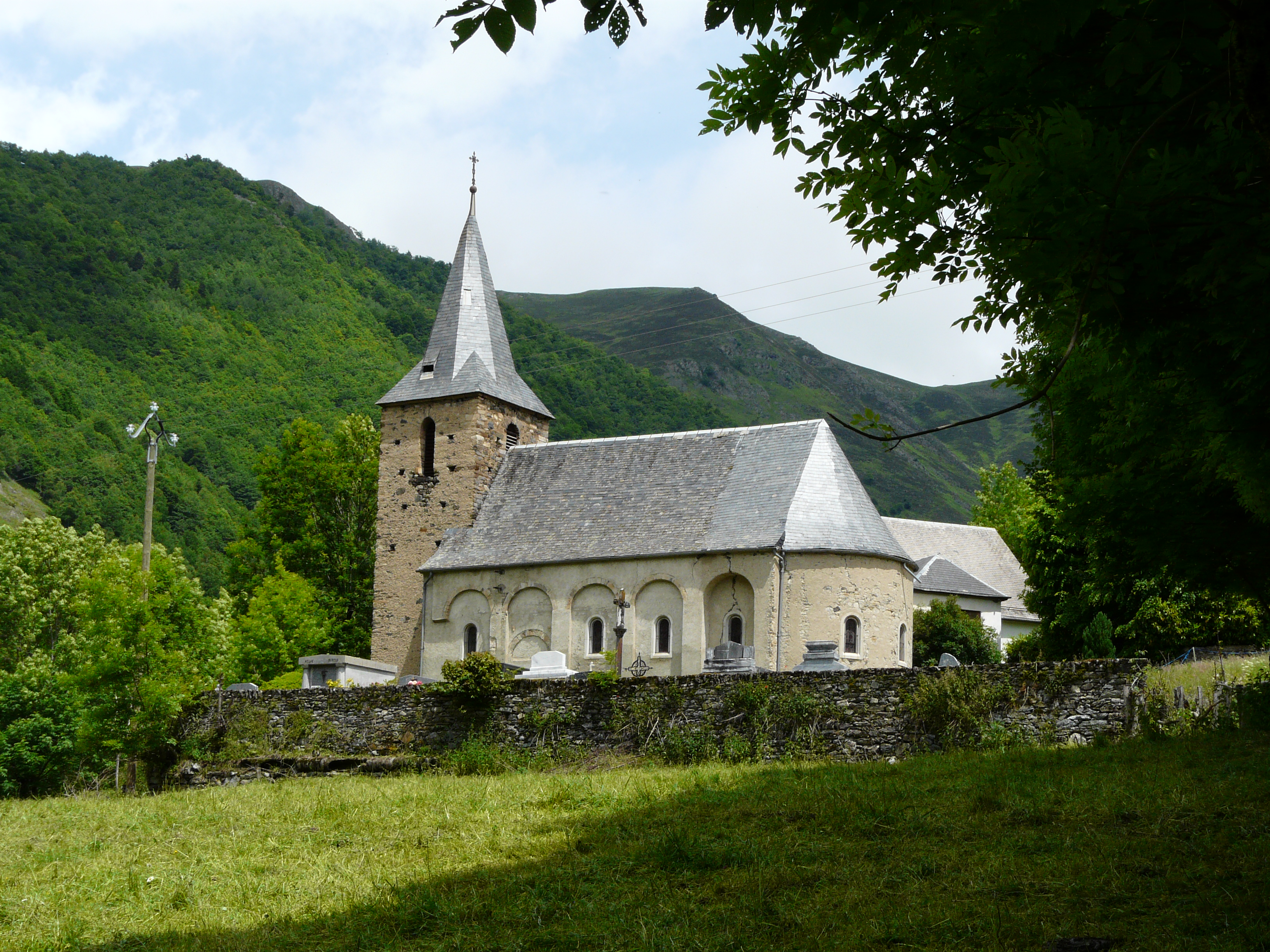
Les arcatures, côté sud
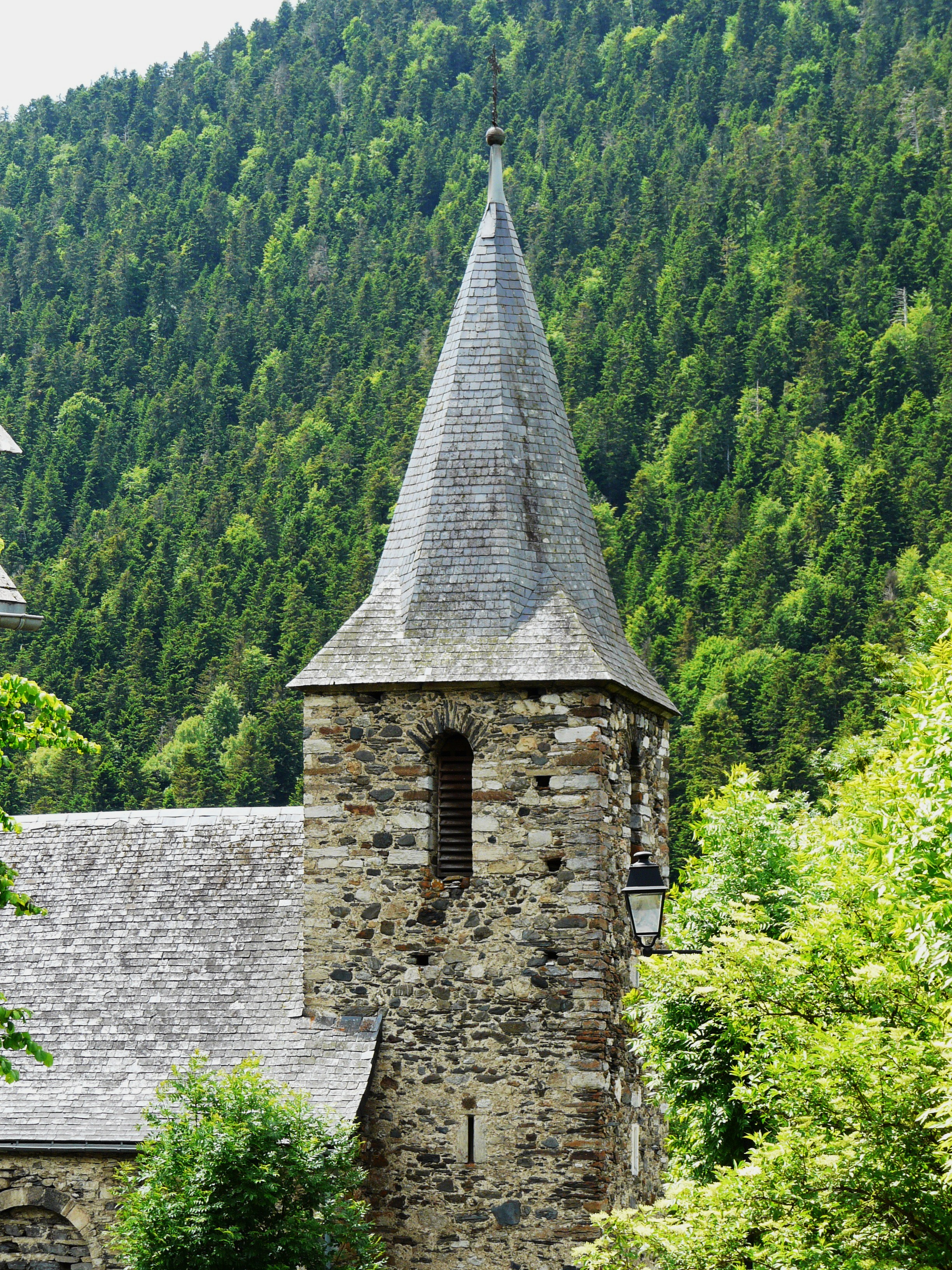
Le clocher
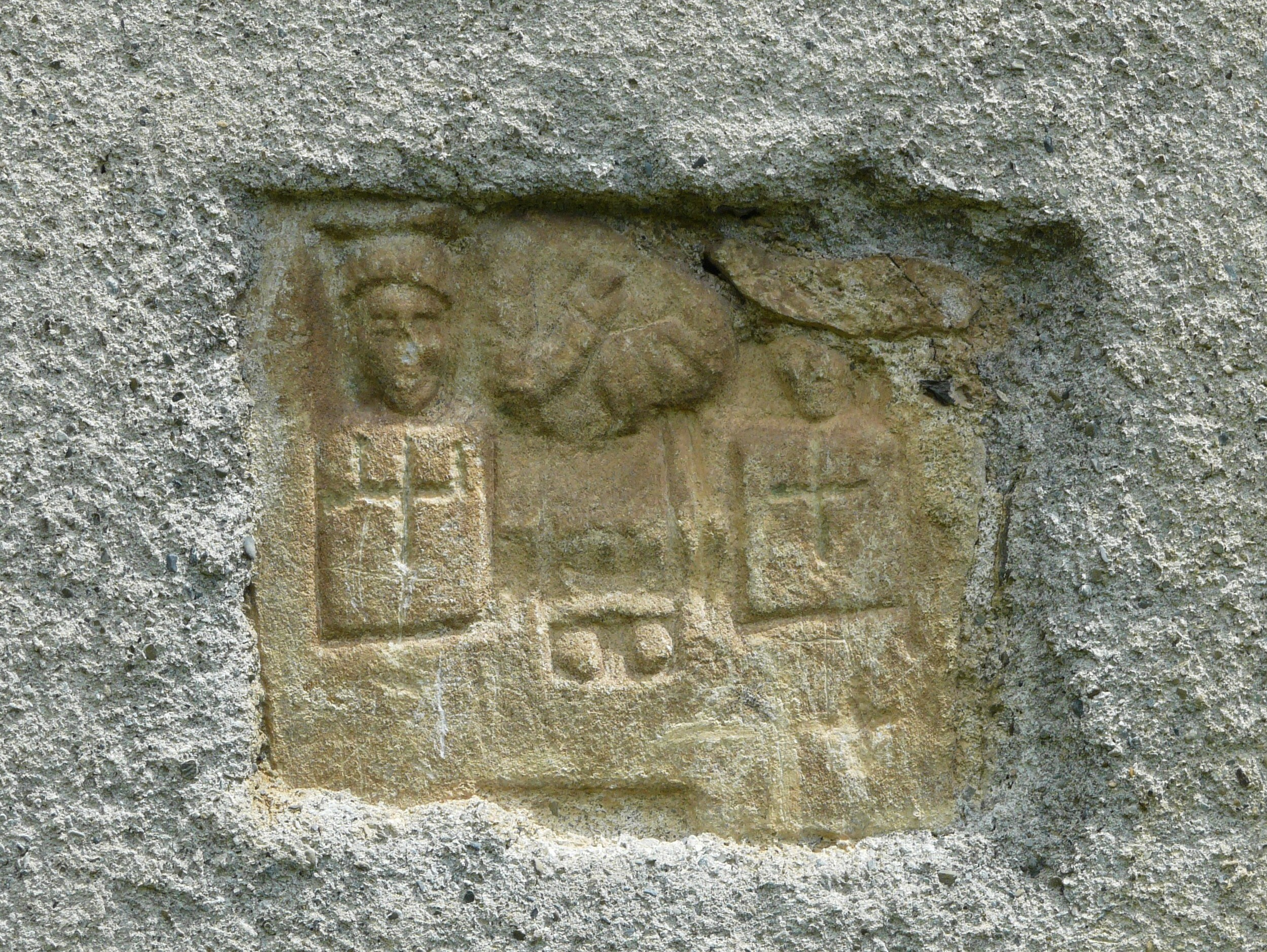
Remploi d'un autel gallo-romain
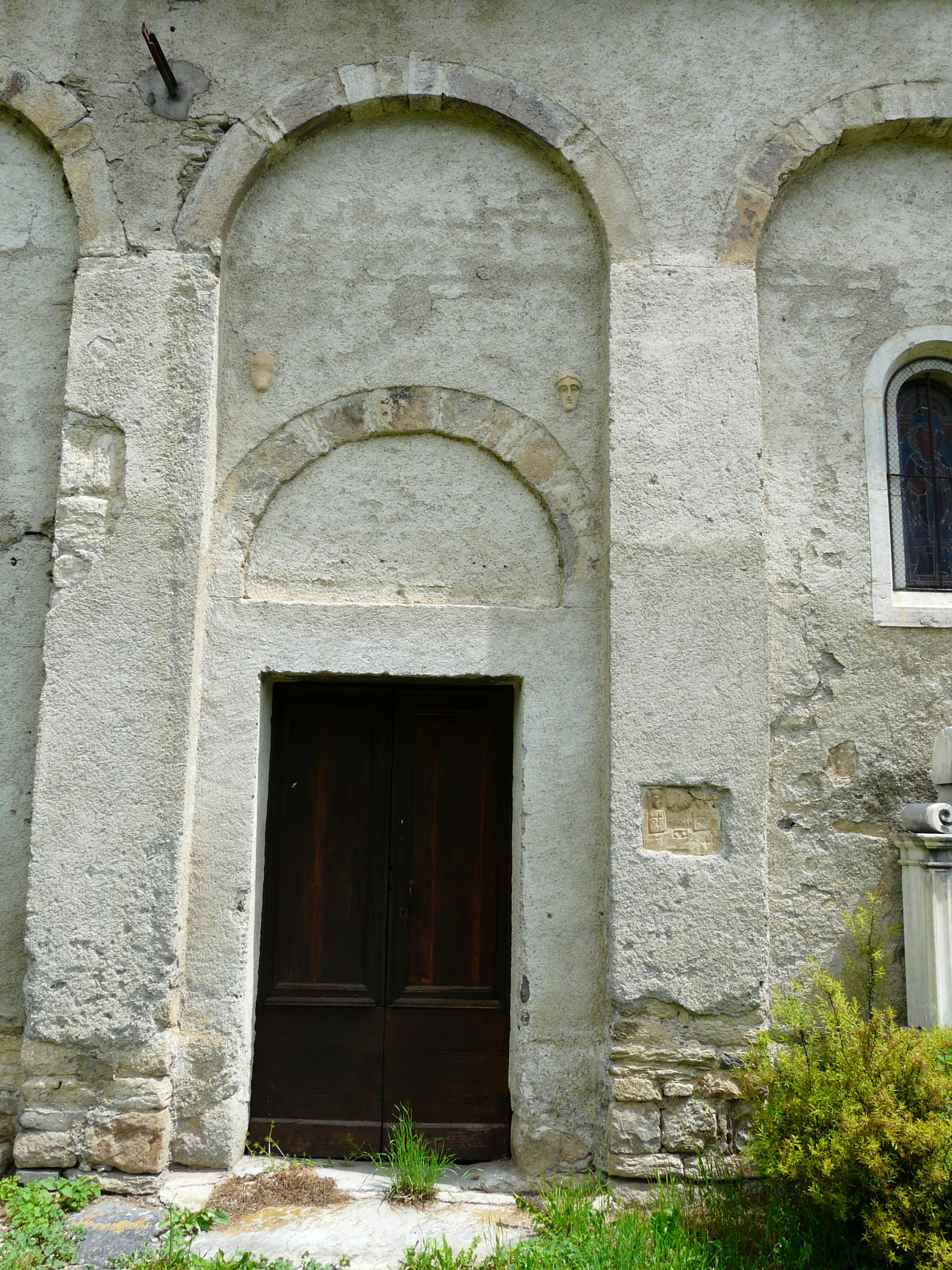
Le portail
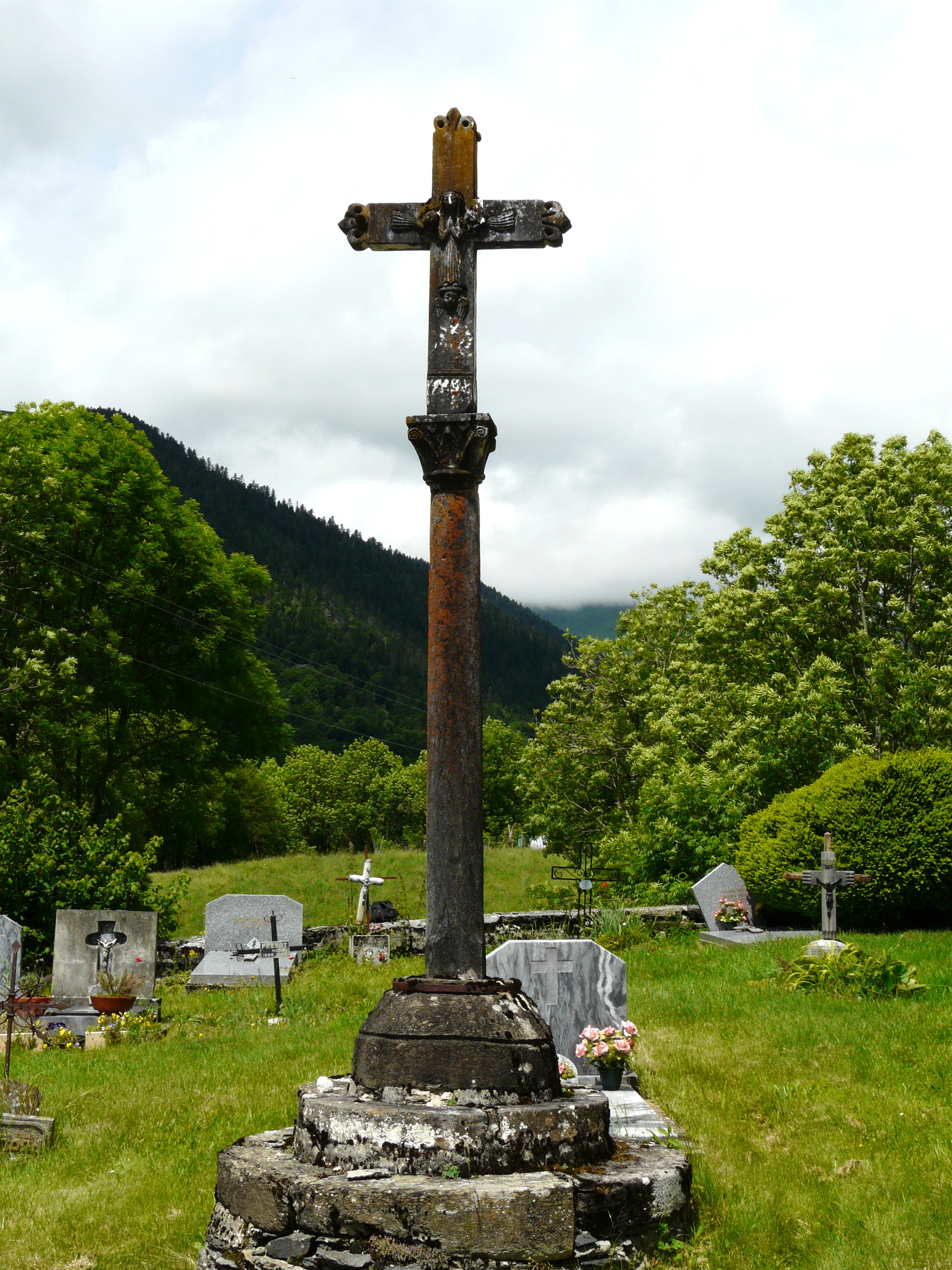
La croix du cimetière
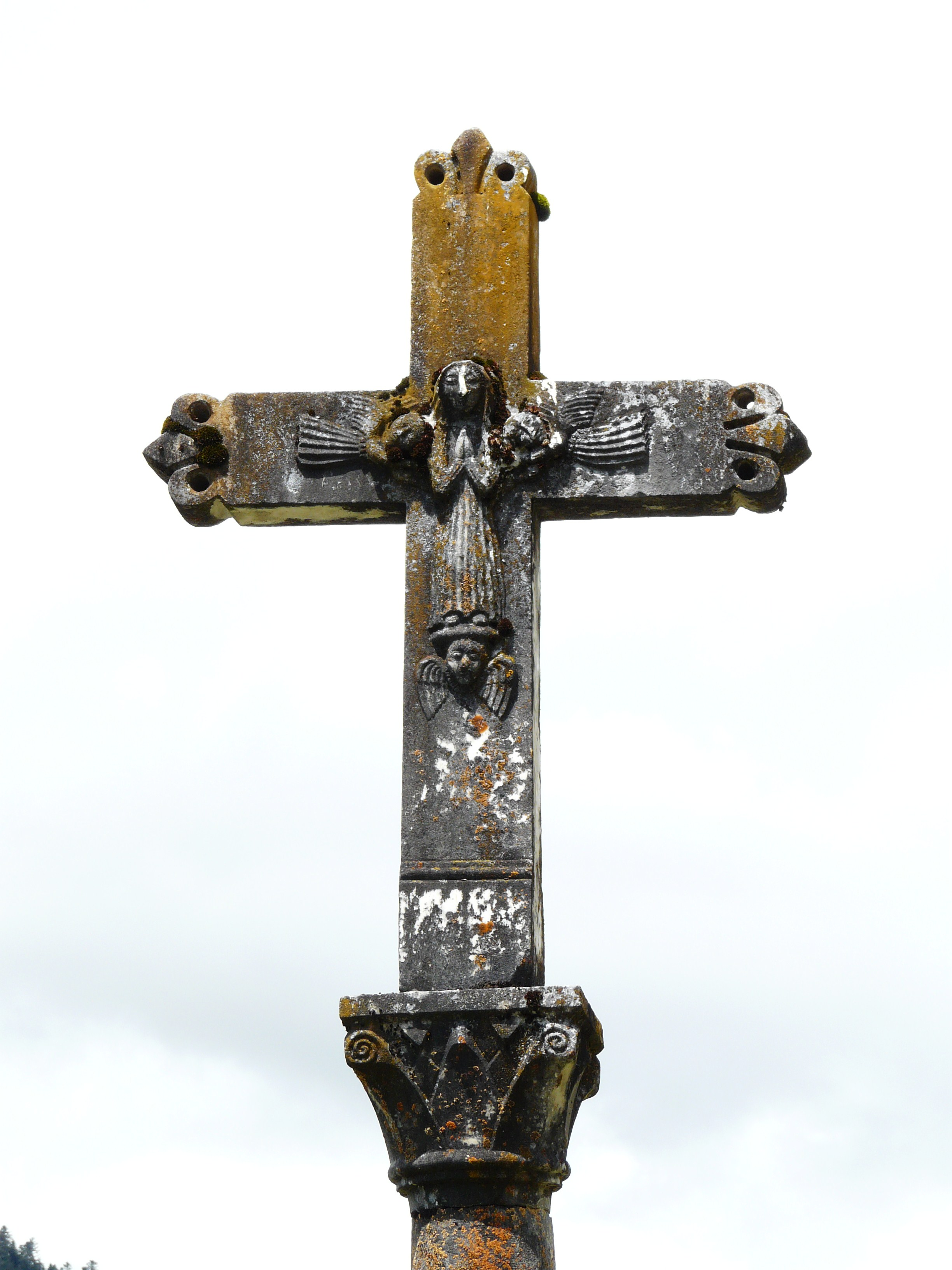
Détail de la croix du cimetière